# Jacob Hägg (Schiff)
Die Jacob Hägg ist ein Vermessungsschiff der schwedischen Schifffahrtsbehörde Sjöfartsverket.
Das Schiff wurde unter der Baunummer 318 auf der Djupviks Varv in Tjörn gebaut und im Mai 1983 fertiggestellt. Es dient der Vermessung der schwedischen Seegebiete und insbesondere der Fahrwasser und Zufahrten zu Häfen. Das Schiff ist nach dem schwedischen Offizier und Marinemaler Jacob Hägg benannt. Es wird von einer siebenköpfigen Besatzung gefahren. An Bord stehen neun Kabinen zur Verfügung.
Das Schiff wird von Volvo-Penta-Dieselmotoren angetrieben. Die Geschwindigkeit des Schiffes beträgt rund 12 kn. Es ist mit einem Bugstrahlruder ausgestattet. Für Vermessungsaufgaben ist das Schiff unter anderem mit einem Fächerecholot und verschiedenen Sensoren ausgerüstet. Im Heckbereich befindet sich hinter den Decksaufbauten ein offenes Arbeitsdeck. Hier sind unter anderem Hebewerkzeuge installiert. An Bord befindet sich ein Arbeitsboot.